# Grèges
Grèges é uma comuna francesa na região administrativa da Normandia, no departamento de Sena Marítimo. Estende-se por uma área de 3,13 km². Em 2010 a comuna tinha 858 habitantes (densidade: 274,1 hab./km²).